# Cơm rượu

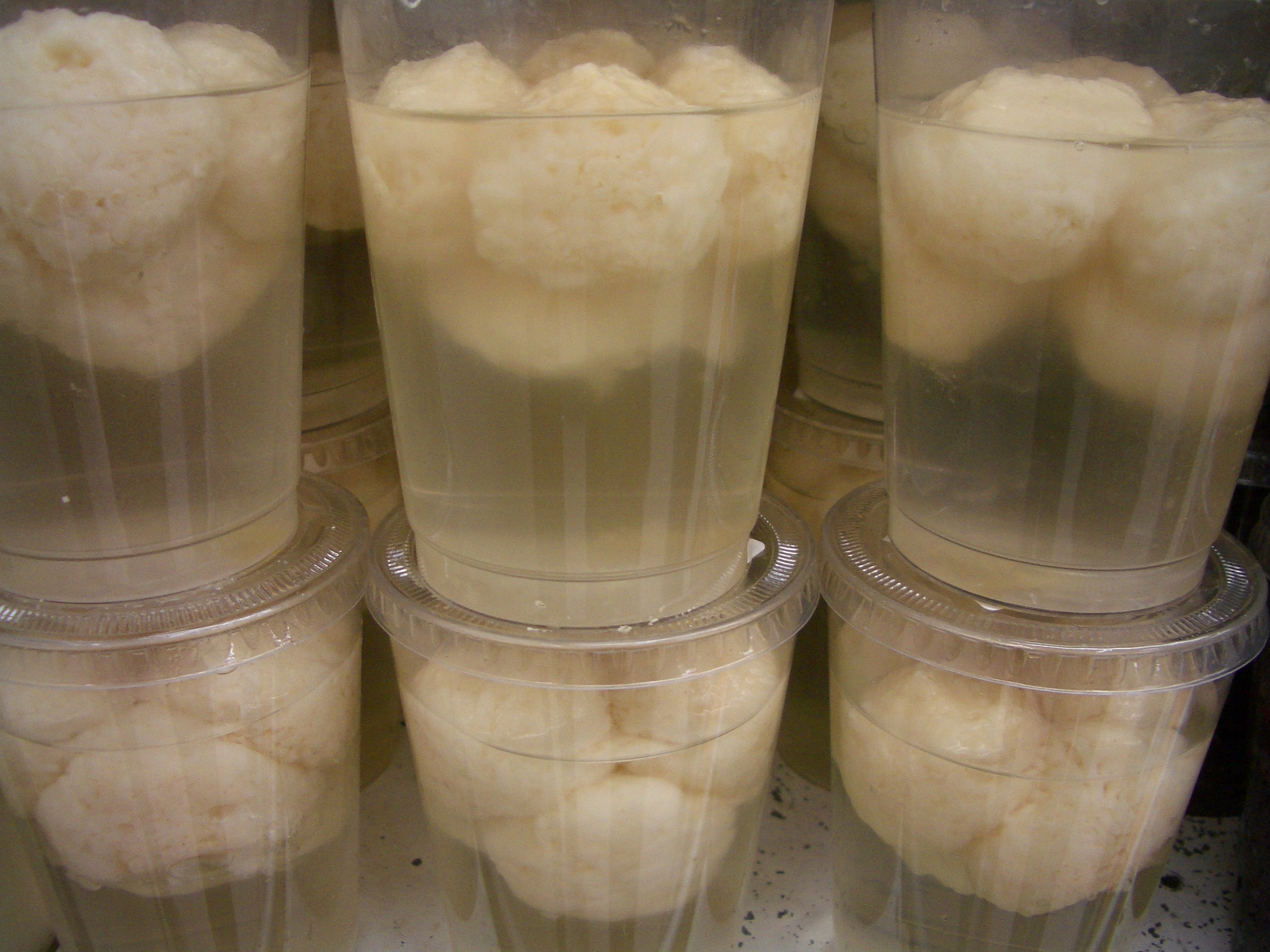
Recipientes de plástico de cơm rượu

Cơm rượu é uma sobremesa tradicional do sul do Vietname, feita com arroz glutinoso.
A preparação do cơm rượu começa com a cozedura do arroz glutinoso. Em seguida, este é misturado com fermento e moldado em bolinhas. As bolinhas são servidas embebidas num líquido branco, ligeiramente alcoólico e leitoso, que é, na realidade, uma variedade de vinho de arroz, contendo pequenas quantidades de açúcar e sal. É normalmente consumido com uma colher.
No norte do Vietname, existe uma sobremesa semelhante, mais espessa, sem líquido e com uma forma diferente, chamada rượu nếp.